# Pablo Maia
Pablo Gonçalves Maia Fortunato (ur. 10 stycznia 2002 w Brasópolis) – brazylijski piłkarz występujący na pozycji defensywnego pomocnika, reprezentant Brazylii, od 2022 roku zawodnik São Paulo.